# Christian Felix Weiße
Christian Felix Weiße (Annaberg, 28 gennaio 1726 – Stötteritz, 16 dicembre 1804) è stato un poeta, scrittore e pedagogo tedesco. Fu importante anticipatore dell'Illuminismo, tra i principali autori del rococò letterario e un pioniere della letteratura tedesca per ragazzi.

## Biografia
Weiße nacque da Christian Heinrich, rettore della scuola latina di Annaberg e insegnante di lingue orientali e lingue europee moderne, e da Christiane Elisabeth Kleemann. Quando aveva sei mesi la sua famiglia si trasferì ad Altenburg, dove dai dieci anni frequentò il liceo. A questo periodo risalgono i suoi primi esperimenti poetici.
Dal 1745 al 1750 studiò filologia e teologia all'Università di Lipsia, dove conobbe tra gli altri Gellert, Friederike Caroline Neuber, Rabener, Kleist, che furono ammiratori e critici delle sue opere. Insieme all'amico Lessing redasse traduzioni grezze di opere francesi e inglesi per il teatro di Friederike Neuber.
Conclusi gli studi assunse l'incarico di precettore presso il conte von Geyersberg, e nel 1759, su richiesta di Nicolai, la redazione di Bibliothek der schönen Wissenschaften und der freyen Künste, rivista di notizie dalla Francia, dall'Italia e dall'Inghilterra, di importanza continentale. Lo stesso anno si recò a Parigi con l'allievo Johann Heinrich von Geyersberg. Di ritorno lasciò tuttavia il suo incarico di precettore e divenne assistente del conte Schulenburg.

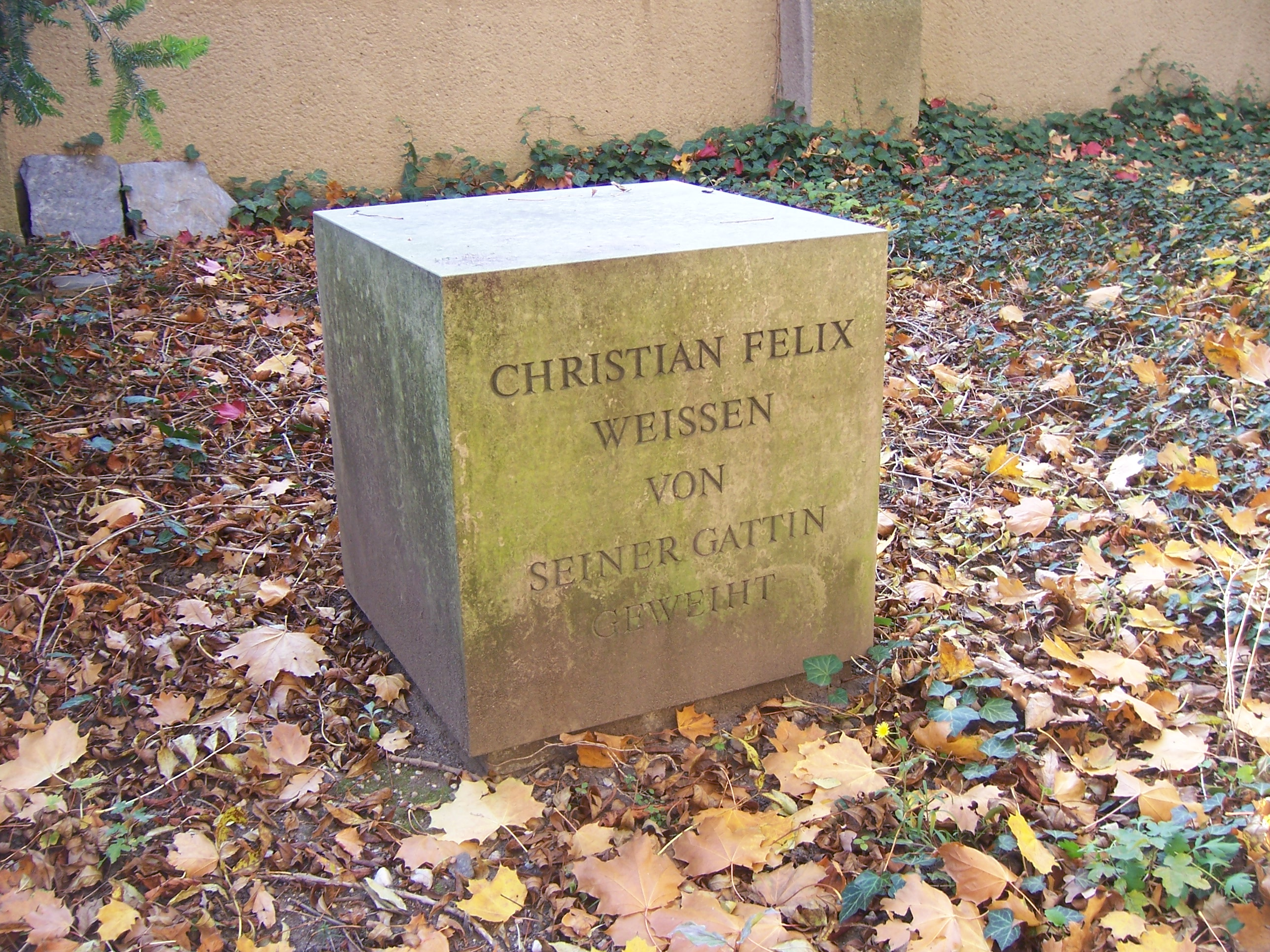
Tomba di Weiße all'Alter Johannisfriedhof di Lipsia

1761 fu esattore fiscale a Lipsia e nel 1790, probabilmente grazie al mecenatismo di Schulenburg, ereditò il feudo di Stötteritz. Fu la figura centrale dell'Illuminismo a Lipsia. Lasciò liriche anacreontiche e drammi teatrali, e fondò la rivista di successo Der Kinderfreund, uscita dal 1775 al 1782 in 24 volumi, prima pubblicazione tedesca della storia dedicata ai ragazzi. Dal 1784 la rivista proseguì le pubblicazioni in 12 volumi sotto il titolo di Briefwechsel der Familie des Kinderfreundes. Le liriche anacreontiche furono musicate tra gli altri da Mozart, le poesie per fanciulli da Scheibe e Hiller.